# Dominique Wavre
Pour les articles homonymes, voir Wavre (homonymie).
Dominique Wavre est un navigateur suisse né à Genève le 4 juillet 1955.

## Biographie

### Carrière
Dominique Wavre découvre la voile à 13 ans, il commence à naviguer sur le lac Léman mais continue ses études et devient professeur de dessin.
Il embarque sur Disque d'Or III avec Pierre Fehlmann en 1981 dans la Whitbread,.
En 1990 et 1997, le navigateur termine sur la seconde marche du podium de la Solitaire du Figaro. Toujours en Figaro, il termine à la deuxième place de l'édition 1998 de la Transat AG2R aux côtés de Michel Paret.
Pour son premier tour du monde en IMOCA, skipper suisse prend le départ du Vendée Globe 2000-2001 à bord de Union Bancaire Privée. Il franchit la ligne d'arrivée aux Sables-d'Olonne le 22 février 2001 à la cinquième position,.
En 2004, Dominique Wavre décroche la deuxième place de la Transat anglaise à bord de son monocoque. Quelques mois plus tard, il prend le départ d'une nouvelle édition du Vendée Globe. Il clôt son second tour du monde en solitaire à la quatrième position en 92 jours 17 heures 13 minutes et 20 secondes.
Pour sa première transatlantique avec son nouveau monocoque, le navigateur suisse prend le départ de la Route du Rhum 2006, il franchit la ligne d'arrivée à la cinquième place à Pointe-à-Pitre.
En 2008, le skipper participe à son troisième Vendée Globe à bord de Temenos II. Peu après le départ, il est contraint de retourner aux Sables-d'Olonne afin d'effectuer une réparation avant d'attaquer son tour du monde. Le 12 décembre 2008, il signale à la direction de course une grave avarie au niveau de la tête de quille de son monocoque le contraignant à l'abandon,. Le marin rejoint les Kerguelen afin de se mettre à l'abri avec son voilier, il est rejoint peu de temps après par son compatriote Bernard Stamm,.
En 2012, il prend le départ de son quatrième Vendée Globe à bord de Mirabaud. Doyen de l'édition, le skipper arrive à la septième place aux Sables d'Olonne après 90 jours 03 heures 14 minutes et 42 secondes de course.

### Vie privée
Dominique Wavre est le fils de la joueuse de tennis Alice Charbonnier.
Il vit avec Michèle Paret rencontrée lors de la Whitbread 1989-1990, il était sur Merit et Michèle sur Maiden, skippé par Tracy Edwards

## Palmarès
- 1984 : 
  - 14e Solitaire du Figaro[19]
  - Transat Québec-Saint-Malo sur Mecarillos

- 1986 : 
  - Whitbread sur UBS Switzerland

- 1990 : 
  - Whitbread sur Merit
  - 2e Solitaire du Figaro[20]

- 1991 : 
  - 2e Tour de France à la voile

- 1994 : 
  - 2e de la Volvo Ocean Race sur Intrum Justitia

- 1996 :
  - 5e de la Transat AG2R avec Michèle Paret sur Cupidon
  - 9e de la Solitaire du Figaro

- 1997 :
  - 2e de la Solitaire du Figaro

- 1998 :
  - Sardinia Cup
  - 2e de la Transat AG2R avec Michèle Paret sur Carrefour Prévention

- 2000 : 
  - 9e Transat anglaise sur Union Bancaire Privée en 17 j 17 h 2 min
  - 5e Vendée Globe sur Union Bancaire Privée en 105 j 2 h 45 min[8]

- 2001 : 
  - 7e Transat Jacques-Vabre avec Michèle Paret sur Temenos (60 pieds IMOCA)[21].

- 2002 : 
  - 4e Regatta Rubicon (France/Canaries/Italie) avec Michèle Paret sur Temenos

- 2003 : 
  - 7e Transat Jacques-Vabre avec Michèle Paret sur Carrefour Prévention (60 pieds IMOCA)[22].

- * 2004 : 
  - 2e Transat anglaise sur Temenos en 12 j 18 h 22 min
  - 4e Vendée Globe sur Temenos en 92 j 17 h 13 min 20 s

- 2005 : 
  - 4e Transat Jacques-Vabre avec Mike Golding sur Ecover (60 pieds IMOCA)[23].

- 2006 : 
  - 5e Route du Rhum sur Temenos II (60 pieds IMOCA).

- 2008 : 
  - 3e Barcelona World Race sur Temenos II (60 pieds IMOCA) en double avec Michèle Paret
  - Vendée Globe, Abandon à la suite d'une avarie de quille, Temenos II (60 pieds IMOCA)[24].

- 2011 : 
  - Barcelona World Race Abandon à la suite d'un démâtage, Mirabaud (60 pieds IMOCA) en double avec Michèle Paret[25].
  - 8e Transat Jacques Vabre sur Mirabaud (60 pieds IMOCA) en double avec Michèle Paret.

- 2012 : 
  - 7e Vendée Globe sur Mirabaud

### Résultats au Vendée Globe

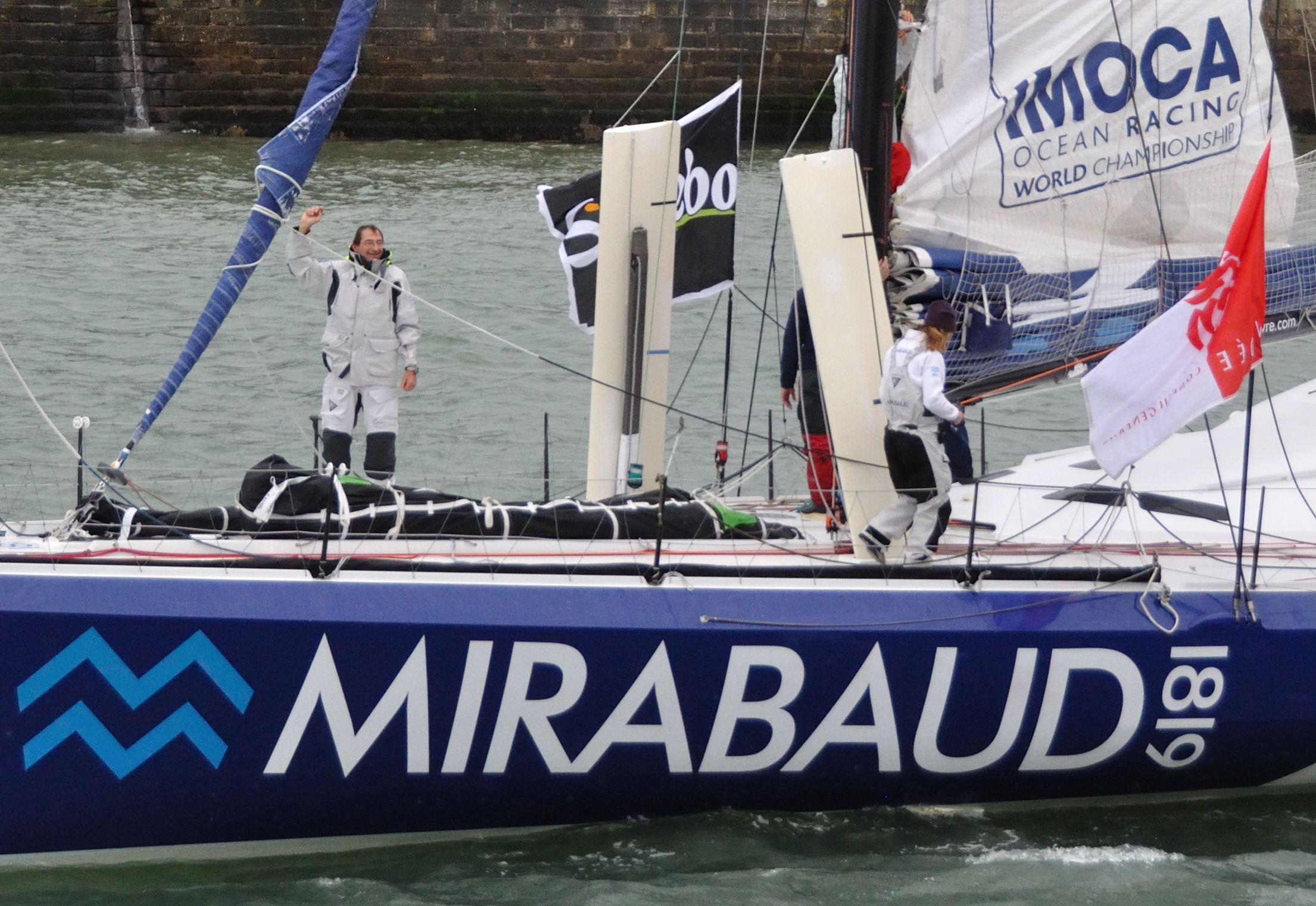
Dominique Wavre à bord de Mirabaud lors du départ du Vendée Globe 2012-2013.

| Édition                | Bateau                | Classement | Temps réalisé         | Retard sur le 1er |
| Vendée Globe 2000-2001 | Union bancaire Privée | 5e         | 105 j 02 h 45 min     | 10 j 22 h 20 min  |
| Vendée Globe 2004-2005 | Temenos               | 4e         | 92 j 17 h 13 min 20 s | 5 j 06 h 26 min   |
| Vendée Globe 2008-2009 | Temenos II            | Abandon    | -                     | -                 |
| Vendée Globe 2012-2013 | Mirabaud              | 7e         | 90 j 03 h 14 min      | 12 j 00 h 58 min  |

### Résultats sur la Transat Jacques-Vabre
| Édition                    | Équipier      | Classement G/C | Catégorie | Temps                 | Parcours                                   |
| Transat Jacques-Vabre 2001 | Michèle Paret | 14e/7e         | IMOCA     | 17 j 05 h 30 min      | Le Havre - Salvador de Bahia, 4 350 milles |
| Transat Jacques-Vabre 2003 | Michèle Paret | -/7e           | IMOCA     | 19 j 12 h 54 min      | Le Havre - Salvador de Bahia, 4 340 milles |
| Transat Jacques-Vabre 2005 | Mike Golding  | 5e/4e          | IMOCA     | 14 j 00 h 46 min      | Le Havre - Salvador de Bahia, 4 340 milles |
| Transat Jacques-Vabre 2011 | Michèle Paret | 9e/8e          | IMOCA     | 17 j 16 h 45 min 40 s | Le Havre - Puerto Limon, 4 730 milles      |